# 大雄教寺钟楼
大雄教寺钟楼亦称长兴钟楼，位于中国浙江省湖州市长兴县雉城街道人民中路东侧、县中百公司后院，为长兴城内佛寺大雄教寺仅存的建筑。
大雄教寺原名报德寺，创建于南朝陈天嘉元年（560），北宋治平年间改为今额，寺址最初在城外西北一里，元末遭毁，明洪武二年（1369）迁入城内东南重建。钟楼高三层，重檐歇山顶，底层内奉观音菩萨，两侧墙上绘有四大天王，顶层内悬洪武七年（1374）所铸铜钟。该钟通高2.05米（钟身高1.6米），直径1.2米，壁厚10厘米，重达2000余公斤。钟身顶端铸有一圈莲瓣纹，其下为上下股方各一周，上股方内铸饰八卦图案，下股方内铸造钟铭文，股方间为三道双箍凸弦纹，钟口呈八瓣莲花形。